# Эль-Баяд
Эль-Баяд (араб. البيّض‎) — город на северо-западе центральной части Алжира, административный центр одноимённого вилайета.

## Географическое положение
Город находится в северной части вилайи, в горной местности Сахарского Атласа, на высоте 1 304 метров над уровнем моря.

Эль-Баяд расположен на расстоянии приблизительно 385 километров к юго-западу от столицы страны Алжира.

## Демография
По данным переписи, на 2008 год население составляло 91 632 человек.
Динамика численности населения города по годам:
| 1977   | 1987   | 1998   | 2008   | 2012    |
| ------ | ------ | ------ | ------ | ------- |
| 28 176 | 41 408 | 64 335 | 91 632 | 107 987 |

## Климат
| Показатель              | Янв. | Фев. | Март | Апр. | Май | Июнь | Июль | Авг. | Сен. | Окт. | Нояб. | Дек. | Год |
| ----------------------- | ---- | ---- | ---- | ---- | --- | ---- | ---- | ---- | ---- | ---- | ----- | ---- | --- |
| Средняя температура, °C | 4    | 6    | 8    | 11   | 17  | 22   | 27   | 26   | 21   | 15   | 9     | 5    | 14  |
| Норма осадков, мм       | 27   | 23   | 36   | 43   | 32  | 19   | 9    | 11   | 31   | 30   | 24    | 28   | 314 |
| Источник: Weatherbase   |      |      |      |      |     |      |      |      |      |      |       |      |     |

## Транспорт
В 10 километрах к северо-востоку от города находится одноимённый аэропорт.